# Inheemse volken van Californië

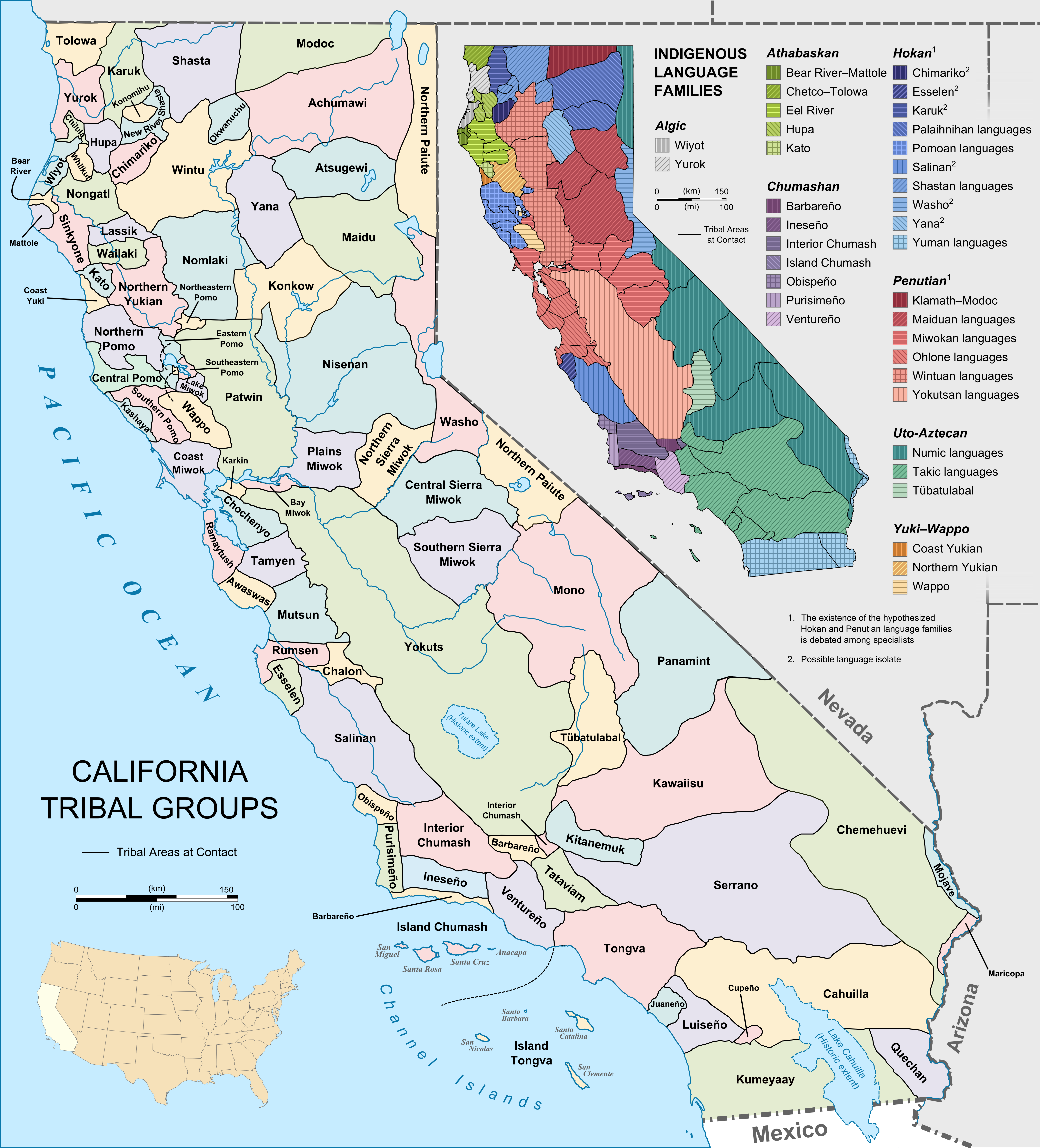
Kaart van de indiaanse volken en talen (zie inzet) op het moment van het eerste contact met Europese Amerikanen. Klik om te vergroten.

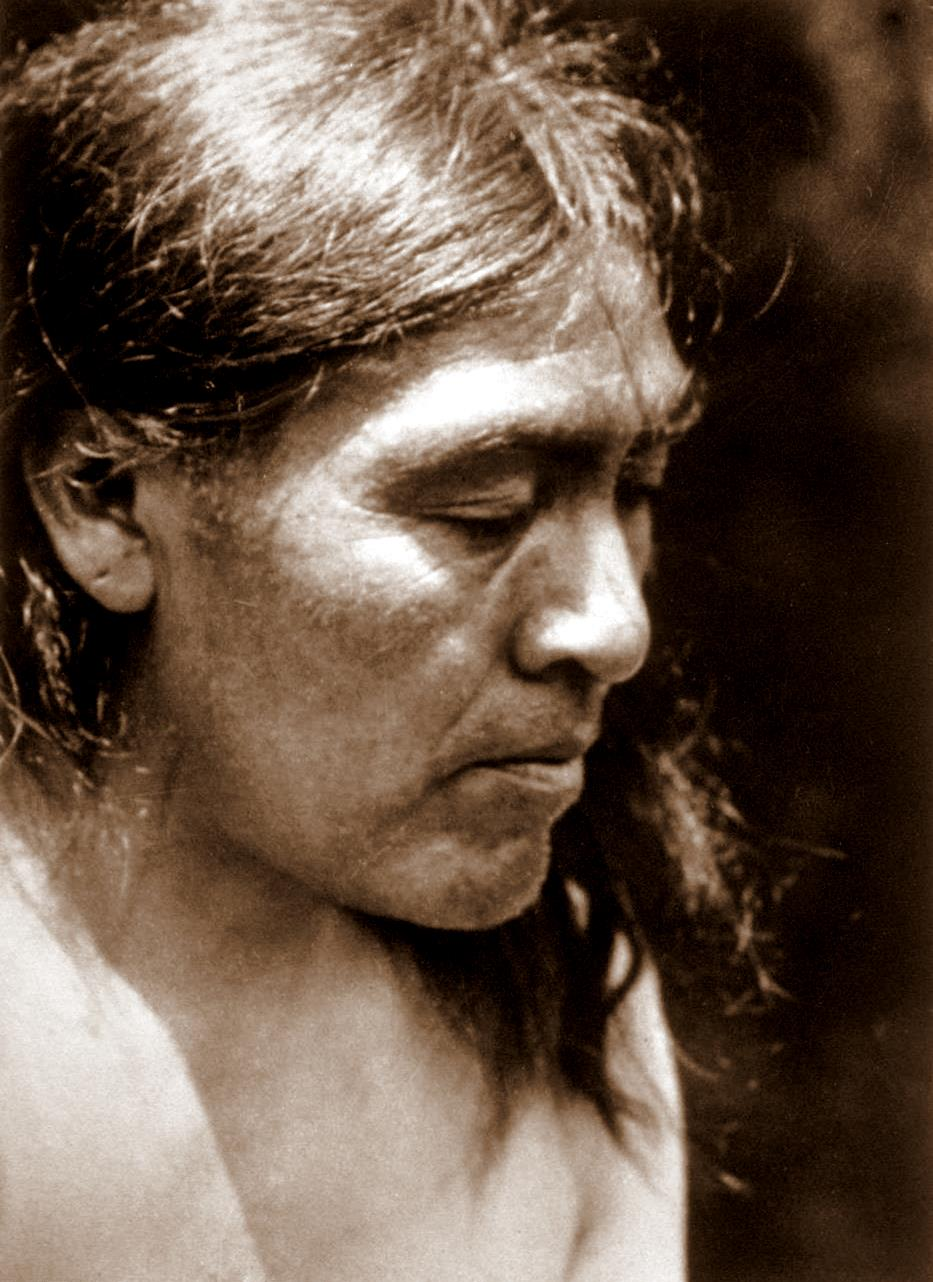
Ishi was het laatst levende lid van de Yahi, op hun beurt de laatst overlevende groep Yana-indianen. Nadat zijn laatste verwanten overleden waren, kwam Ishi in 1911 uit de bergen. Hij stierf vijf jaar later aan tuberculose.

De inheemse volken van Californië zijn de inheemse bevolking voor de komst van de Europese kolonisten van het gebied dat nu tot de Amerikaanse staat Californië hoort. Er zijn tegenwoordig meer dan honderd federaal erkende indianenstammen in Californië, waarmee de staat de grootste populatie indianen van alle staten heeft, alsook het grootste aantal aparte stammen. Er is een enorme taalkundige en culturele diversiteit.
Het cultuurgebied Californië valt niet volledig samen met de moderne grenzen van de staat. Een aantal stammen in Oost-Californië, ten oosten van de Sierra Nevada maar ten westen van de grens met Nevada, worden tot de stammen van het Grote Bekken gerekend. Een aantal volken op de grens met Oregon wordt tot de Noordwestkust gerekend en andere tot het Northwest Plateau-cultuurgebied. Ook in de Mexicaanse deelstaat Baja California leven volken uit het cultuurgebied Californië.

## Genocide
In de 18e en 19e eeuw waren de inheemse volkeren van Californië het slachtoffer van opeenvolgende genocides. Eerst door Spanje en nadien Mexico, waarbij het bevolkingsaantal slonk van ongeveer 300.000 (voor 1769, begin van de Spaanse kolonisatie) tot 250.000 in 1834. Na de annexatie van Californië door de Verenigde Staten in 1846, en tot omstreeks 1873, verminderde de bevolking opnieuw, van ongeveer 150.000 in 1846 tot 16.000 in 1900. 

## Lijst van inheemse volken
Lijst van volken waarvan het leefgebied ooit binnen de grenzen van de huidige Amerikaanse staat Californië viel, of die er nu leven:
| - Achomawi - Ahwahnechee, Ahwahnee - Atsugewi - Cahuilla - Chemehuevi - Chumash - Barbareño - Cruzeño, Island Chumash - Inezeño, Ineseño - Obispeño - Purisimeño - Ventureño - Chilula - Chimariko - Coso - Cupeño - Eel River-Athabaskische volken - Lassik - Mattole, Bear River - Nongatl - Sinkyone - Wailaki, Wai-lakki - Esselen - Hupa, Hoopa, Natinixwe - Tsnungwe, South Fork Hupa - Juaneño, Acagchemem - Kamia - Karok, Karuk - Kato, Catho - Kawaiisu, Nuwa, Nuooah - Kitanemuk - Klamath - Kucadikadi - Kumeyaay, Tipai-Ipai, Kamia, Diegueño - Cuyamaca complex - Ipai - Jamul - Mesa Grande - Tipai - La Jolla Complex - Luiseño, Payomkowishum - Maidu - Konkow - Mountain Maidu, Northeastern Maidu - Nisenan, Southern Maidu, Valley Maidu - Miwok, Miwuk, Mi-Wuk, Me-Wuk - Coast Miwok - Lake Miwok - Saklan, Bay Miwok - Plains and Sierra Miwok - Modoc - Mojave, Mohave | - Mono - Eastern Mono - Western Mono, Monache - Northern Paiute - Ohlone, Costanoan - Awaswas - Chalon - Chochenyo - Karkin - Mutsun - Ramaytush - Rumsen - Tamyen - Yelamu - Patayan - Pauma Complex - Pomo - Quechan - Salinan - Antoniaño - Migueleño - Serrano, Taaqtam - Shasta - Konomihu - Okwanuchu - Tataviam, Alliklik, Fernandeño - Timbisha - Tolowa - Tongva, Gabrieleño, Fernandeño, - Tübatulabal - Bankalachi - Palagewan - Tubatulabal - Wappo - Washo, Washoe - Whilkut - Wintun - Nomlaki, Central Wintu - Patwin - Suisun, Southern Patwin - Wintu - Wiyot - Yana - Yahi - Yokuts - Chukchansi, Foothill Yokuts - Northern Valley Yokuts - Tachi, Southern Valley Yokuts - Yuki, Ukomno'm - Huchnom - Yurok |